# Vehicul electric
Un vehicul electric, denumit și EV, folosește unul sau mai multe motoare electrice sau motoare de tracțiune pentru propulsie. Un vehicul electric poate fi alimentat printr-un sistem de colectare cu energie electrică din surse extra-vehicul sau poate fi alimentat de la sine cu o baterie, panouri solare sau un generator electric sau pilă de combustie pentru generarea electricității. EV-urile includ, fără a se limita la, vehicule rutiere și feroviare, nave de suprafață și subacvatice, aeronave electrice și nave spațiale electrice.
EV-urile au apărut pentru prima dată la mijlocul secolului al XIX-lea, când energia electrică se număra printre metodele preferate pentru propulsia autovehiculelor, oferind un nivel de confort și ușurință în exploatare, care nu putea fi atinsă altfel. Un exemplu este modelul Detroit Electric, având acumulatori Edison nichel - fier. Motoarele moderne cu ardere internă au fost metoda de propulsie dominantă pentru vehiculele cu motor de aproape 100 de ani, însă energia electrică a rămas obișnuită în alte tipuri de vehicule, cum ar fi trenurile și vehiculele mai mici de toate tipurile.
În mod obișnuit, termenul EV este folosit pentru a se referi la un autoturism electric. În secolul 21, EV-urile au înregistrat o reapariție datorită evoluțiilor tehnologiei bateriilor și motoarelor electrice și accentului sporit pe energia regenerabilă. Au apărut multe cereri pentru vehicule electrice, iar un mic nucleu de ingineri do-it-yourself (DIY) au început să împărtășească detalii tehnice pentru conversia vehiculelor electrice. Au fost introduse subvenții guvernamentale pentru creșterea gradului de adoptare a  vehiculelor electrice, inclusiv în Statele Unite și Uniunea Europeană.
Se preconizează că vehiculele electrice vor crește de la 2% din cota globală în 2016 la 22% în 2030.

## Principiul poluatorul plătește
AIE spune că benzina și motorina ar trebui impozitate în funcție de prejudiciul pe care îl fac sănătății și mediului. Achizițiile guvernamentale sunt uneori folosite pentru a încuraja producătorii naționali de vehicule electrice. Multe țări vor interzice vânzările de vehicule cu combustibili fosili între 2025 și 2040.
Multe guverne oferă stimulente pentru promovarea utilizării vehiculelor electrice, cu scopul de a reduce poluarea aerului și consumul de ulei. Unele stimulente intenționează să crească achizițiile de vehicule electrice prin compensarea prețului de achiziție cu un grant. Alte stimulente includ rate de impozitare mai mici sau scutire de anumite taxe și investiții în infrastructura de încărcare.
Companiile care vând vehicule electrice au colaborat cu utilitățile locale de electricitate pentru a oferi stimulente mari pentru unele vehicule electrice.

## Legături externe
- Alternative Fueling Station Locator, charging stations (EERE).
- Fleet Test and Evaluation Project – Electric and Plug-In Hybrid Electric Fleet Vehicle Testing (National Renewable Energy Laboratory)
- Electric Auto Association
- European strategy on clean and energy efficient vehicles (European Commission)
- Transport Action Plan: Urban Electric Mobility Initiative, United Nations, Climate Summit 2014, September 2014